# Šaban Trstena
Šaban Trstena   (Skopje, 1 de gener de 1965) és un lluitador macedoni, ja retirat, especialista en lluita lliure, que va competir sota bandera de la República Federal Socialista de Iugoslàvia fins a la dissolució del país i posteriorment sota bandera de Macedònia del Nord.
El 1984 va prendre part en els Jocs Olímpics d'Estiu de Los Angeles, on guanyà la medalla d'or en la competició del pes mosca del programa lluita lliure. Amb tan sols 19 anys és el medallista d'or més jove en la competició de lluita en uns Jocs Olímpics. Quatre anys més tard, als Jocs de Los Angeles, va guanyar la medalla de plata en la mateixa competició. El 1996, ja sota bandera de Macedònia del Nord, fou cinquè en la prova del pes gall.
En el seu palmarès també destaquen set medalles en el Campionat d'Europa de lluita, dues d'or, tres de plata i dues de bronze, entre les edicions de 1982 i 1990, una medalla de plata en el Campionat del Món de 1982 i tres medalles d'or en els Jocs del Mediterrani, el 1983, 1987 i 1991.
Ha estat declarat el millor atleta macedoni sis vegades, 1982, 1983, 1984, 1986, 1988, 1990, i una vegada, el 1984, millor atleta de Iugoslàvia. L'any 2000 fou declarat el millor esportista albanès del segle XX. Durant la seva carrera esportiva va disputar 741 combats, dels quals en va guanyar 715.